# Hendrik Lillemets
Hendrik Lillemets (* 29. Mai 1999) ist ein estnischer Leichtathlet, der sich auf den Hochsprung spezialisiert hat.

## Sportliche Laufbahn
Erste internationale Erfahrungen sammelte Hendrik Lillemets im Jahr 2021, als er bei den U23-Europameisterschaften in Tallinn mit übersprungenen 2,11 m in der Qualifikationsrunde ausschied. 2023 wurde er bei der 2. Liga der Team-Europameisterschaft im Rahmen der Europaspiele in Chorzów mit derselben Höhe Erster im B-Finale. 
In den Jahren von 2021 bis 2023 wurde Lillemets estnischer Meister im Hochsprung im Freien sowie 2024 in der Halle.